# Fountain of Youth
Pour les articles homonymes, voir La Fontaine de Jouvence.
Pour plus de détails, voir Fiche technique et Distribution.
Fountain of Youth ou La fontaine de Jouvence au Québec est un film américain réalisé par Guy Ritchie et sorti en 2025. Il est diffusé sur Apple TV+.
Il met en scène John Krasinski dans le rôle de Luke Purdue, un voleur qui reprend contact avec sa sœur Charlotte, incarnée par Natalie Portman. D'abord réticente, celle-ci va l'aider à partir à la recherche de la légendaire et mythique fontaine de Jouvence. Avec l'aide de leur équipe et d'un riche homme d'affaires, ils vont parcourir le monde, en quête d'indice pour mener à ce symbole d'immortalité ou de perpétuel rajeunissement.

## Synopsis
À Bangkok, le voleur Luke Purdue dérobe un objet d'art et est poursuivi par des gangsters locaux menés par Kasem. Il parvient à fuir dans un train pour Shanghai. Dans le wagon, il est abordé par une mystérieuse femme qui finit par l'agresser avec ses hommes. Il fuit à nouveau, cette fois en quittant le train. Avec l'aide de son ami Murphy, il parvient à s'échapper. 

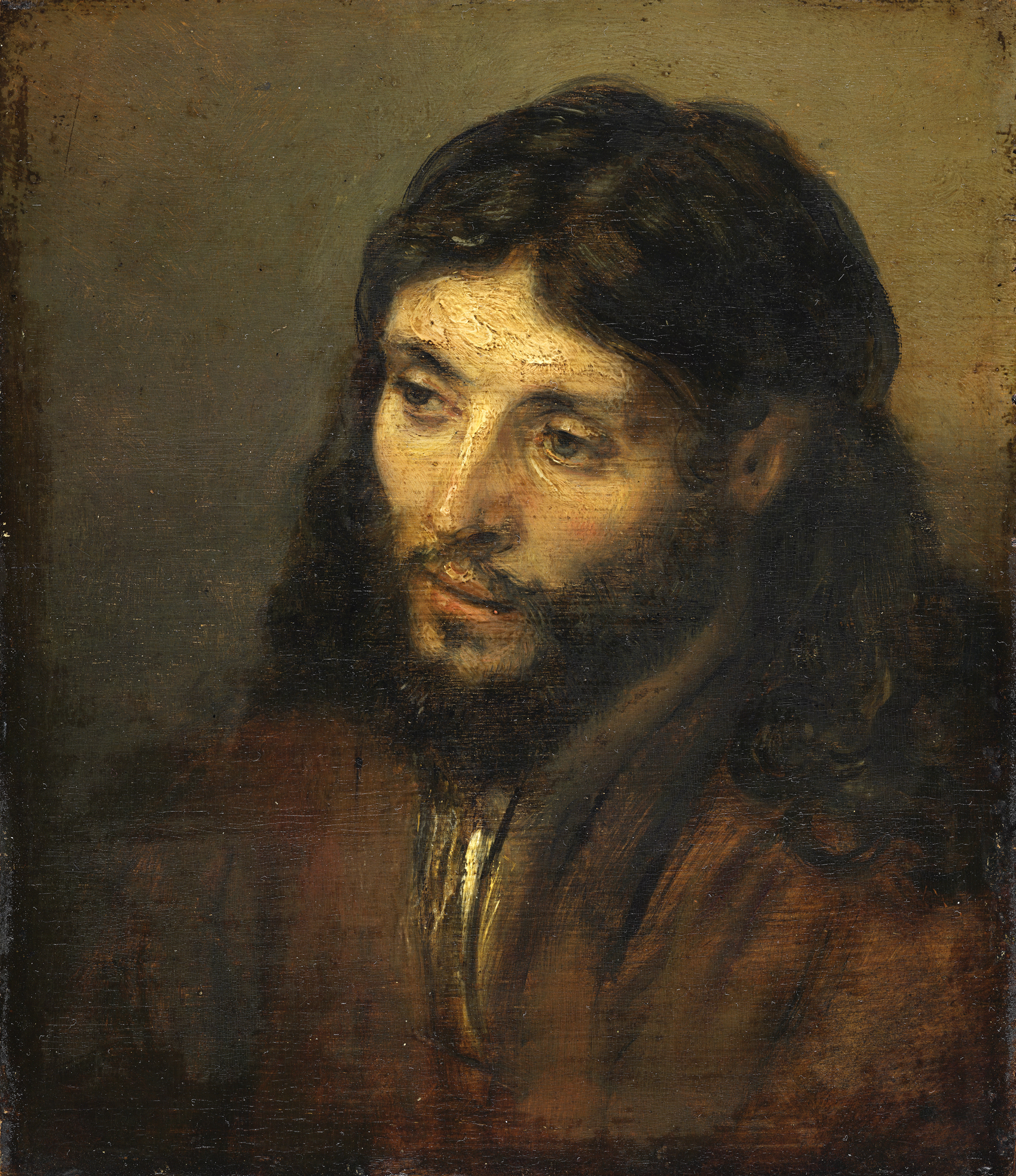
Le tableau Tête du Christ de Rembrandt

À Londres, sa petite sœur Charlotte, conservatrice dans un musée, est en plein divorce avec son mari Harold et se bat pour obtenir la garde de son fils, Thomas. Luke reprend contact avec elle. Alors qu'ils ne sont pas vus depuis des années, Luke vole un tableau de Rembrandt, Tête du Christ, et force Charlotte à le suivre. Il quitte le musée au volant d'une puissante AC Cobra. Sa sœur monte avec lui. Ils retrouvent ensuite Murphy et Deb McCall, dans un camion servant de QG à Luke et son équipe. Cette équipe était jadis celle de Harrison, leur père. Luke endort sa sœur avec un gaz. Celle-ci se réveille, déboussolée, dans un parc public. Elle retourne ensuite au musée, où elle est interrogée par Jamal Abbas, agent d'Interpol. Ce dernier la questionne sur son frère.
Charlotte retrouve ensuite Luke dans sa planque. Elle fait la connaissance d'un autre membre de l'équipe, Owen Carver, un richissime homme d'affaires raideur, qui lui révèle qu'ils cherchent la fontaine de Jouvence. Owen explique qu'il est très malade et qu'il en fait une quête personnelle. Ils tentent de convaincre Charlotte de les aider. Luke explique à sa soeur qu'avec son équipe, il cherche depuis des années, grâce aux notes laissées par leur défunt père, Harrison. Ces notes révèlent qu'une société secrète, les « Protecteurs du Sentier », dissimule l'emplacement réel de la Fontaine depuis des siècles. Cependant, une faction, en désaccord avec la mission du Sentier, a fait dissimuler des indices dans six tableaux célèbres, le dernier étant La Tête du Christ de Rembrandt. Mais aucun indice n'est trouvé sur la toile. Charlotte leur avoue alors qu'il existe plusieurs versions du tableau peinte par Rembrandt lui-même. Owen tente de motiver Charlotte en lui promettant de l'aider à obtenir la garde de Thomas. Le soir, dans un restaurant, Luke retombe sur la femme du train, Esme. Celle-ci le met en garde et le somme d'arrêter sa quête de la fontaine de jouvence. Le lendemain, Luke retrouve sa sœur au Royal College of Music, où Thomas joue du piano. Il tente à nouveau de convaincre sa sœur. Thomas est heureux de retrouver son oncle, qu'il croit être un aventurier.
Luke et son équipe prennent ensuite la mer Celtique, en Irlande, à la recherche de l'épave du Lusitania, à la recherche du vrai Rembrandt, qui aurait coulé avec son propriétaire, Alfred Gwynne Vanderbilt, en 1915. Avec d'énormes flotteurs, ils parviennent à faire remonter l'épave à la surface. Alors que Charlotte et Luke examinent les lieux, leurs communications sont brouillées. Murphy repère un hélicoptère en approche, alors que Luke commence à ouvrir le coffre-fort de Vanderbilt. Esme et ses hommes investissent l'épave et braquent la fratrie Purdue pour récupérer la toile. Esme prend en otage Charlotte pour forcer Luke à lui céder le tableau. Ils parviennent à s'échapper mais l'épave commence à sombrer. Charlotte est très énervée par la menace qui a pesé sur sa tête. Elle reçoit ensuite un appel de Harold, lui annonçant qu'il va partir un au Japon car son futur ex-mari a reçu un job de... Carver Enterprises.

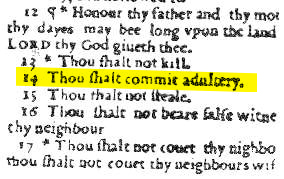
L'erreur typographique à l'origine de l'expression Bible vicieuse, évoquée dans le film

L'équipe tente ensuite de décrypter le message au dos du Rembrandt. Ils comprennent qu'il y un lien avec la Bible vicieuse. L'inspecteur Abbas fait alors irruption au Q. G. de Luke et révèle qu'il les suivait depuis des années. C'est alors que Kasem et ses hommes entrent également. Kasem veut reprendre le tableau de son patron, volé par Luke en Thaïlande. Luke fait diversion pour désarmer les hommes de Kasem. Une fusillade éclate avec l'équipe d'Interpol. Luke et son équipe en profitent pour s'échapper. Ils partent pour Vienne à bord d'un avion privé de Carver. Charlotte a entre-temps récupéré Thomas. Ils se rendent à la Bibliothèque nationale autrichienne, pendant qu'Owen reste avec Thomas. Alors que Murphy fait le guet, Charlotte, Deb et Luke sont autorisés à consulter la collection privée où se trouve notamment un exemplaire de la Bible vicieuse (celle-ci comprend la phrase « Tu commettras l'adultère » au lieu de « Tu ne commettras pas d'adultère »). Mais Esme vient à nouveau perturber leurs plans et affronte Luke. La jeune femme le met à nouveau en garde de ne pas continuer à chercher la fontaine de jouvence. Luke et Deb décident de finalement voler la bible pour l'étudier en détail plus tard, au grand désespoir de Charlotte. Ils fuient dans les égout. Thomas et Owen se font quant à eux agresser par les hommes d'Esme. À la grande surprise du jeune garçon, Owen parvient à les neutraliser. Tout le monde se retrouve ensuite dans un hôtel. Abbas se rend ensuite sur les lieux et ordonne de suivre la piste d'Owen Carver.
À l'hôtel, l'équipe tentent de déchiffrer le code de la bible, composé d'une suite de chiffres. La solution est trouvée par Thomas : il s'agit de notes de musiques, celles d'un air appelé eau dans le désert faisant référence aux sept Merveilles du monde. Ils en déduisent qu'il faut désormais de rendre aux pyramides de Gizeh, seule de sept merveilles encore intacte. Dans l'avion pour l'Égypte, Charlotte questionne son frère sur les véritables volontés d'Owen. Luke mentionne les résultats d'une équipe de scientifiques ayant découvert des structures secrètes dans la Grande Pyramide grâce à la muographie. Ce passage est une référence à la véritable mission scientifique Scanpyramids. Pendant ce temps, au Vatican, Esme se confie à son supérieur. Celui-ci lui rappelle l'importance que Luke échoue dans sa quête. Il lui demande de passer à la vitesse supérieure pour stopper Luke et son équipe.

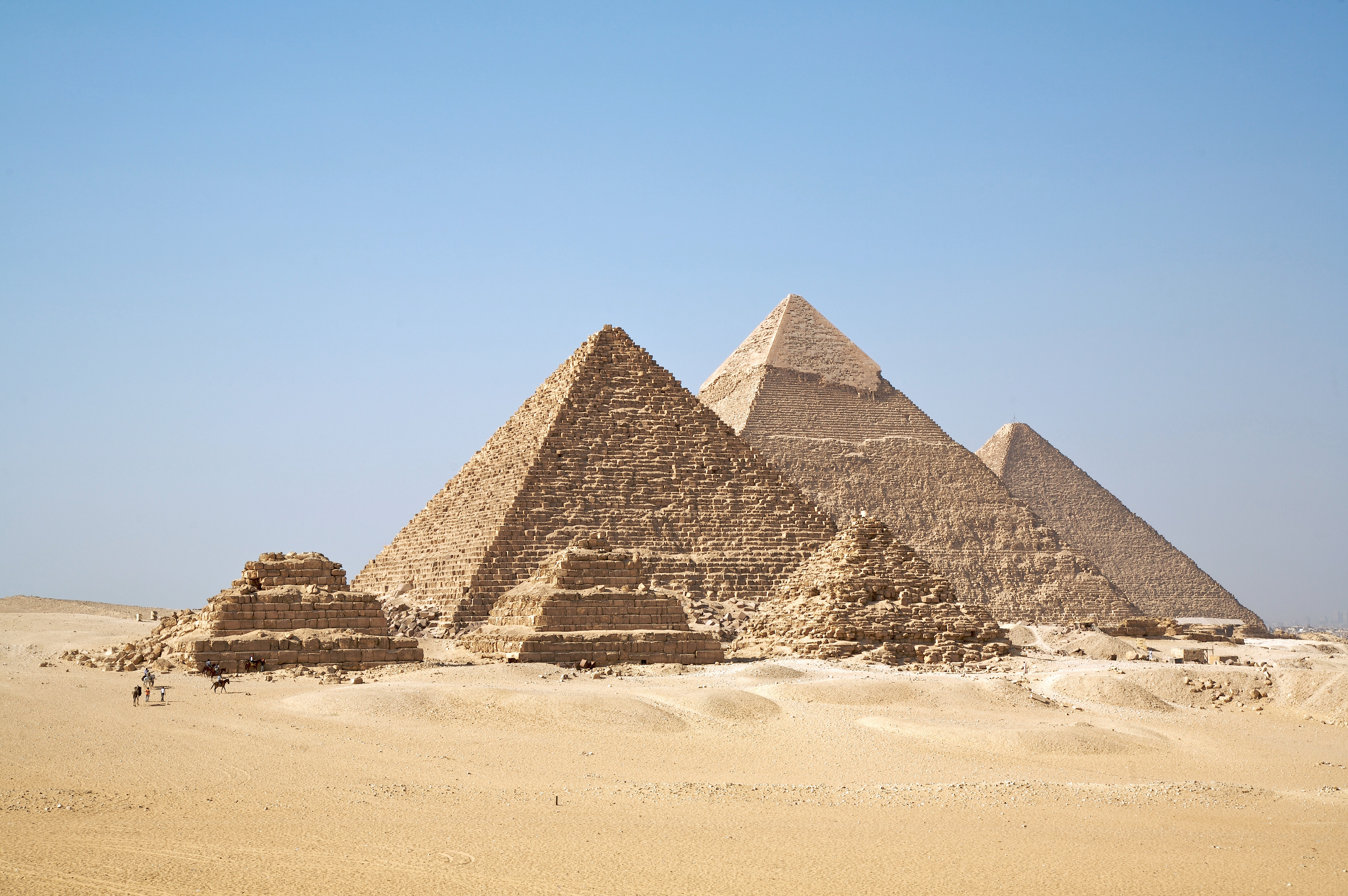
Les pyramides de Gizeh

Ils participent à une visite des pyramides, guidés par le Pr Bishara. Owen Carver insiste pour accélérer les recherches car le temps presse pour lui. Dehors, l'agent Abbas d'Interpol arrive devant la pyramide. Il est repoussé par des mercenaires engagés par Carver. Deb et Murphy assistent à la scène. Abbas revient ensuite avec des renforts. Une violente fusillade éclate entre les forces de l'ordre et les mercenaires. Au loin, Esme observe. À l'intérieur, Charlotte commence à douter d'Owen et remarque que ses hommes sont lourdement armés. Owen demande à utiliser des explosifs pour accéder plus rapidement à la chambre mortuaire. Alors que Charlotte et Owen se disputent à ce propos, Thomas joue la mélodie sur un étrange instrument. Cela déclenche un mécanisme au sein de la pyramide qui ouvre un passage souterrain, alors que dehors Deb et Murphy tentent de survivre. Ils sont secourus par Esme mais Deb est blessée. Esme et Abbas décident de s'entraider et entrent ensemble dans la pyramide. Plus bas, Luke, Thomas, Charlotte, Owen et un dénommé Praeger s'enfoncent dans les entrailles de la pyramide. Ils y découvrent une salle souterraine gigantesque, qui s'ouvre au fur et à mesure. Ils descendent un escalier amenant à une pierre et à la fontaine. Owen les menace alors pour les forcer à tester l'eau, pour savoir s'il y a ou non une malédiction. Il révèle qu'il n'est en réalité par du tout malade. Il tire sur Luke et le force à boire l'eau. Dès qu'il touche le liquide, le volume augmente, se fige et l'eau commence à voler autour de Luke. Une lueur envahit la pièce et le bras de Luke est guéri. Mais Luke a refusé de boire l'eau, en raison d'une vision de Charlotte et Thomas qui mouraient à cause de lui. Owen décide alors d'y aller. Esme décide alors d'utiliser la clef remise par son aîné. Cela referme la fontaine et détruit Owen. La pyramide se referme également. Luke, Charlotte, Thomas, Abbas et Esme tentent de regagner la surface. Ils retrouvent finalement Deb et Murphy. Luke fait ses adieux à Esme, alors que Charlotte félicite Abbas d'avoir trouvé le véritable coupable de toute l'affaire : Owen Carver.

## Fiche technique
Sauf indication contraire, les informations mentionnées dans cette section peuvent être confirmées par la base de données cinématographiques IMDb,  présente dans la section « Liens externes ».
- Titre original : Fountain of Youth
- Titre québécois : La fontaine de Jouvence[1]
- Réalisation : Guy Ritchie
- Scénario : James Vanderbilt
- Musique : Christopher Benstead
- Décors : Martyn John
- Costumes : Loulou Bontemps
- Photographie : Ed Wild
- Montage : James Herbert
- Production : Ivan Atkinson, Ritchie Atkinson, David Ellison, Dana Goldberg, Don Granger, Jake Myers, Guy Ritchie, William Sherak et Tripp Vinson

Producteurs délégués : Matt Bettinelli-Olpin, Tyler Gillett, Paul Neinstein, James Vanderbilt et Chad Villella
Coproducteurs : Siobhan Boyes et Max Keene
- Sociétés de production : Apple Studios, Skydance Media, Vinson Films, Toff Guy Films, Project X Entertainment et Radio Silence Productions
- Société de distribution : Apple TV+
- Budget : N/A
- Pays de production :  États-Unis
- Langue originale : anglais
- Format : couleur
- Genre : aventures, film de casse, fantastique
- Durée : 125 minutes
- Date de sortie[2] : 23 mai 2025 (sur Apple TV+)
- Classification[3] :
  - États-Unis : PG-13

## Distribution
- John Krasinski (VF : Stéphane Pouplard) : Luke Purdue
- Natalie Portman (VF : Sylvie Jacob) : Charlotte Purdue
- Eiza González (VF : Claire Morin) : Esme
- Domhnall Gleeson (VF : Jean-Pierre Michaël) : Owen Carver
- Arian Moayed (VF : Nessym Guetat) : l'inspecteur Jamal Abbas
- Laz Alonso (VF : Jean-Baptiste Anoumon) : Patrick Murphy
- Carmen Ejogo (VF : Annie Milon) : Deb McCall
- Stanley Tucci (VF : Bernard Alane) : l'Ancien
- Benjamin Chivers : Thomas
- Michael Epp : Praeger
- Steve Tran (VF : lui-même) : Kasem
- Daniel de Bourg : Harold Cross
- Perdita Weeks (VF : Verena Walden) : l'avocate de Harold

 Source et légende : version française (VF) sur RS Doublage et le carton du doublage français.

## Production

### Genèse et développement
En mars 2023, Dexter Fletcher est annoncé comme réalisateur du film, d'après un scénario écrit par James Vanderbilt.
En janvier 2024, après le départ de Dexter Fletcher, Guy Ritchie reprend le poste de réalisateur, alors John Krasinski et Natalie Portman sont annoncés dans les rôles principaux. Ils sont rejoints peu après par Domhnall Gleeson et Eiza González,. Laz Alonso rejoint la distribution en février 2024, suivi par Arian Moayed et Carmen Ejogo le mois suivant.

### Tournage
Le tournage débute à Bangkok en février 2024. Les prises de vues ont ensuite lieu à Vienne en mars ou encore à Liverpool en mai,,. Il se déroule également à Rome et en Égypte (Le Caire, pyramides de Gizeh),,.
Les prises de vues s'achèvent en octobre.

## Sortie et accueil
La première bande-annonce est dévoilée en avril 2025. Fountain of Youth est diffusé sur Apple TV+ dès le 23 mai 2025.
Le film reçoit des critiques mitigées dans la presse américaine. Sur le site d'agrégation de critiques Rotten Tomatoes, le film obtient 38% d'avis favorables, pour 64 critiques. Sur le site Metacritic, qui utilise une moyenne pondérée, le film obtient la note de 41⁄100 pour 22 critiques.